# Годяйкино
Годяйкино — село в Базарносызганском районе Ульяновской области. Входит в состав Сосновоборского сельского поселения.

## География
Населённый пункт расположен на левом берегу реки Рамадая Вядя в 30 километрах к юго-западу от рабочего посёлка Базарный Сызган — административного центра района. Расстояние до Ульяновска — 150 километров.

### Часовой пояс
Годяйкино, как и вся Ульяновская область, находится в часовой зоне МСК+1. Смещение применяемого времени относительно UTC составляет +4:00.

## История
Село было основано во второй половине XVII века. Название восходит к личному имени основателя Годяй-атя, построившему здесь первую избу. Изначально жители Годяйкино (эрзяне) жили в землянках. До поселения на территории села жили в дремучих лесах неподалёку. Крепостными никогда не были.
До 1928 года село относилось к Городищенскому уезду Пензенской губернии. Через село гнали в кандалах арестантов. Через каждые восемь верст — остановка. Одна из них была в Годяйкине. 
С 1930 года село вошло в Годяйкинский с/с Кузнецкий район Средне-Волжского края, куда вошла и коммуна Им. „XII Октября".
В 1931 году был создан совхоз "Пролетарий", который в 1935 году вошёл в состав Базарносызганский район. С 1957 года - совхоз "Пролетарий" Годяйкинского сельского Совета с. Годяйкино Инзенского района Ульяновской области. В 1965 году - совхоз "Пролетарий" разукрупнён на 3 совхоза: "Пролетарий", "Залесный", "Юрловский".

### Экспедиция Петра Палласа
В 1768 году именно из села Годяйкино начал свою первую экспедицию по Поволжью немецкий учёный-энциклопедист Пётр Симон Паллас.

### Церковь Михаила Архангела
До конца XIX века в селе не было ни своей церкви, ни кладбища. Жители ходили на службы и хоронили умерших в соседних сёлах (в село Сирсеево Пензенской области). В 1870 году было решено построить храм. К 1880 году храм был построен и освещён в честь Архистратига Михаила. К концу 30-х годов XX века церковь была закрыта, разграблена и переделана в зернохранилище. В 2012 году начались работы по восстановлению храма. В настоящее время действует, проводятся богослужения.

## Население
| 2010 |
| ---- |
| 209  |

Население села: в 1930 году — 1800 человек (мордва), в 1996 году — 341 человек.

## Инфраструктура
Школа, ДК, библиотека. Отделение СПК «Пролетарий». Церковь Михаила Архангела — Культурное наследие России / Ульяновская область /Базарносызганский_район
Село разделено на четыре улицы: Заречная, Карабанова, Средняя, Широкая.

## Известные уроженцы
- Карабанов Алексей Алексеевич (1919—1945) — Герой Советского Союза, командир танкового батальона 44-й гвардейской танковой бригады 11-го гвардейского танкового корпуса 1-й гвардейской танковой армии 1-го Белорусского фронта[11].
- Сергей Александрович Милушкин (1965 г. р.) — 2011-2013 гг. — глава администрации Заволжского района г. Ульяновска[12][13].